# Serica peleca
Serica peleca är en skalbaggsart som beskrevs av Dawson 1952. Serica peleca ingår i släktet Serica och familjen Melolonthidae. Inga underarter finns listade i Catalogue of Life.